# Teonthar
Teonthar é uma cidade e uma nagar panchayat no distrito de Rewa, no estado indiano de Madhya Pradesh.

## Geografia
Teonthar está localizada a 24° 59′ N, 81° 39′ L. Tem uma altitude média de 151 metros (495 pés).

## Demografia
Segundo o censo de 2001, Teonthar tinha uma população de 15 249 habitantes. Os indivíduos do sexo masculino constituem 52% da população e os do sexo feminino 48%. Teonthar tem uma taxa de literacia de 55%, inferior à média nacional de 59,5%: a literacia no sexo masculino é de 65% e no sexo feminino é de 43%. Em Teonthar, 19% da população está abaixo dos 6 anos de idade.